# Spinozotroctes seraisorum
Spinozotroctes seraisorum là một loài bọ cánh cứng trong họ Cerambycidae.